# Flanders Loyalty
De Flanders Loyalty is een LPG tanker wat staat voor Liquefied petroleum gas. De eigenaar is het beursgenoteerde bedrijf Exmar shipping. Gebouwd door de scheepswerf van Daewoo en Marine Engineering co,ltd, Korea. Zij is een van de twee zusterschepen, flanders Liberty en Flanders Loyalty, en zijn beide gebouwd om gassen zoals propaan, butaan of ammoniak te vervoeren. Ze is te water gelaten op 29 augustus 2007 en afgeleverd aan Exmar op 16 January 2008.
The Proefvaarten werden gehouden in december 2007 en op 16 januari deed ze haar eerste reis van Okpo, Zuid-Korea, naar Tanjung Pelepas in Maleisië. Hier nam ze haar eerste test lading aan boord via een intraship procedure. De eerste commerciële lading die ze aan boord nam was in Ruwais, Verenigde Arabische Emiraten. Hier nam ze Butaan aan boord die de volgende dag moest worden afgeleverd in Jebel Ali.

## Scheepsspecificaties
- Vlag: Belgisch
- Call sign: ONEV
- Thuishaven: Antwerpen
- MMSI: 205 492 000
- IMO nummer: 9350288
- Lengte over alles: 226.00 m
- Lengte tussen loodlijnen: 215.00 m
- Zomerlaadlijn: 11.822 m
- Zomer Displacement: 73561.0
- Zomer Deadweight: 55075.0 t
- Licht schip: 18504.1 t
- Hoogte: 54.765 m
- Vermogen hoofd motor: 13560 kw

## Bron
- Gasform C Flanders Loyalty, Daewoo Shipbuilding & Marine Engineering, Okpo, november 2007
- Vessel Particulars Questionnaire for Flanders Loyalty, Oil Companies International Marine Forum, SIRE Program, 6 november 2008

Exmaroffshore.com
Document "Ports of Call", edited by the Master of the Flanders Loyalty, Van Welden Marino, 23 november 2008, Exmar Shipping NV